# Parafia św. Michała Archanioła w Wojsławicach
Parafia Świętego Michała Archanioła w Wojsławicach – parafia rzymskokatolicka w Wojsławicach, należąca do archidiecezji lubelskiej i Dekanatu Chełm – Wschód. Została erygowana w 1468 roku. Mieści się przy ulicy Rynek. Parafię prowadzą księża diecezjalni.

## Zasięg parafii
Do parafii należą wierni z następujących miejscowości: Czarnołozy, Huta, Majdan, Nowy Majdan, Majdan Ostrowski, Stary Majdan, Majdanek, Partyzantów-Kolonia, Popławy, Rozięcin, Sarniak, Standarnia, Teresin, Wierzbica, Witoldów, Wojsławice-Kolonia, Wojsławice, Zarowie.